# Academia Goncourt

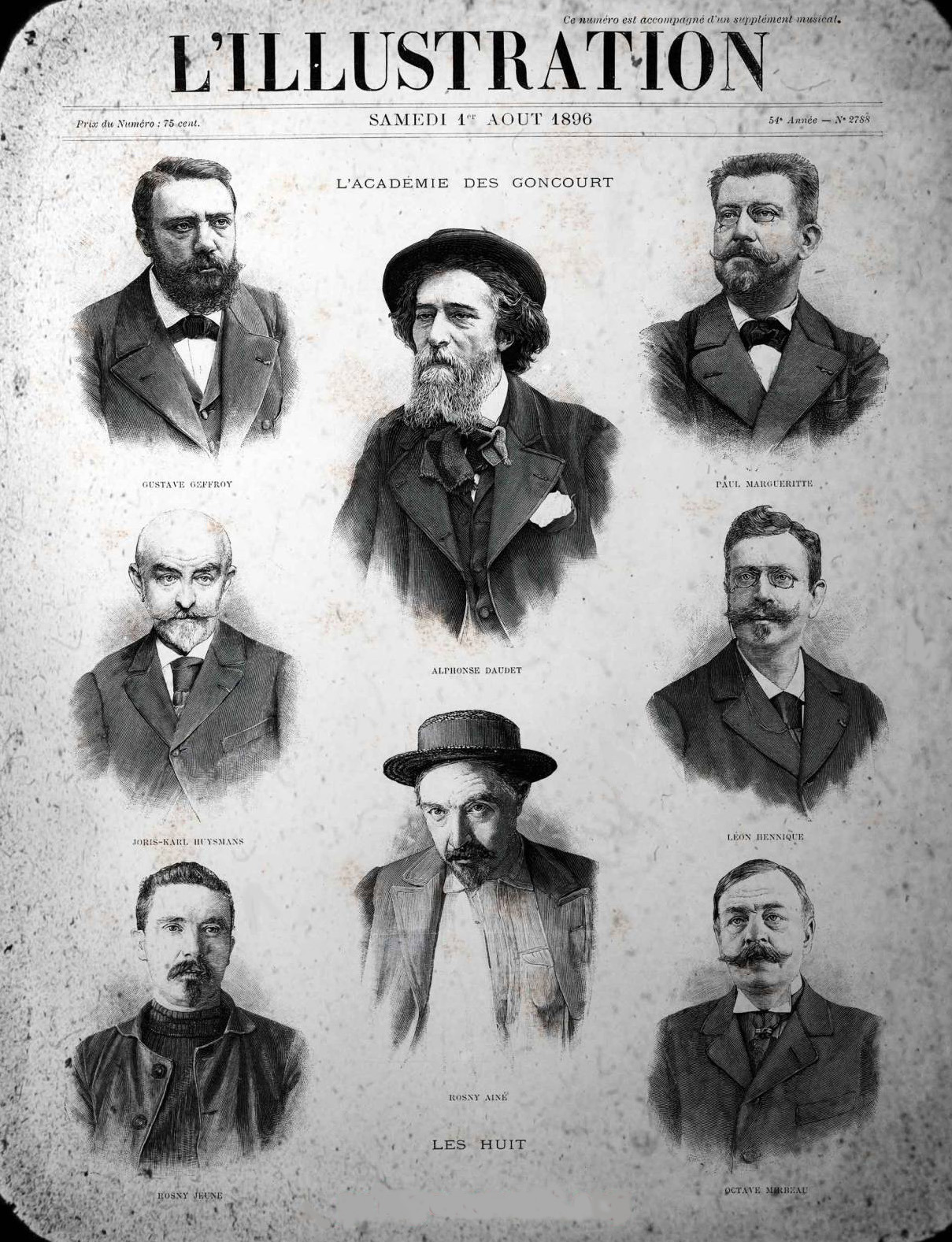
Los «ocho» de la Academia Goncourt en 1896. L'Illustration, sábado 1 de agosto de 1896, núm. 2788.

Academia Goncourt (en francés: Société littéraire des Goncourt o Académie Goncourt) es la sociedad literaria francesa que otorga anualmente el Premio Goncourt.
Su primera reunión se efectúa el 7 de abril de 1900. Después de finalizar el litigio judicial de los descendientes de Edmond de Goncourt, obtiene su reconocimiento legal por medio de la publicación de sus estatutos el 19 de enero de 1903 por decreto del presidente del Consejo de Ministros de Estado, Émile Combes.
Está integrada por diez miembros, no remunerados, los cuales no deben pertenecer a la Academia francesa. Después de la muerte de alguno de sus integrantes se efectúa una consulta para buscar su reemplazante. Para ingresar se requiere ser autor de lengua francesa. No es importante la nacionalidad, como lo ejemplifica la elección del escritor español Jorge Semprún como integrante en 1996.
Los miembros de la Academia Goncourt se reúnen el primer martes del mes en su propio salón del primer piso del restaurante Drouant de París (desde el 31 de octubre de 1914). El nombre del laureado se proclama al comienzo de noviembre después de una cena en el restaurante.

## Miembros actuales y organización
A partir del 11 de febrero de 2020, los miembros de la academia Goncourt son:
- Didier Decoin, elegido en 1995 y actual presidente de la Academia, elegido el 20 de enero de 2020;
- Françoise Chandernagor, elegida en junio de 1995;
- Tahar Ben Jelloun, elegido el 6 de mayo de 2008;
- Philippe Claudel, elegido el 11 de enero de 2012;
- Pierre Assouline, elegido el 11 de enero de 2012 para cubrir a Françoise Mallet-Joris, por haber solicitado el puesto honorario;
- Paule Constant, elegido el 8 de enero de 2013;
- Éric-Emmanuel Schmitt, elegido el 6 de enero de 2016;
- Pascal Bruckner, elegido el 11 de febrero de 2020;
- Camille Laurens, elegida el 11 de febrero de 2020;
- Christine Angot, elegida el 28 de febrero de 2023.

De 1998 a 2018, Marie Dabadie fue secretaria de la Academia, la única empleada de la sociedad literaria, siendo todos sus miembros voluntarios. Desde octubre de 2018, Françoise Rossinot, periodista y comisionada general hasta esa fecha de una importante feria literaria, ha sido delegada general de la Academia, en la cual es responsable de la operación y la comunicación. Bajo su mandato, se creó un nuevo sitio web y la Academia Goncourt ahora está presente en las redes sociales.
El 3 de diciembre de 2019, Bernard Pivot anunció, a través de un comunicado de prensa de la AFP, que dejaría la Academia Goncourt después de haber servido allí durante catorce años y después de 5 años de presidencia. Se convirtió en miembro honorario de la Academia. Didier Decoin le sucede desde el 20 de enero de 2020. El 6 de enero de 2020, cuatro años después de unirse, Virginie Despentes envió una carta a la academia Goncourt en la que anunció su renuncia para dedicar más tiempo a su trabajo de escritura.